# Unterbündel
In der Mathematik ist ein Unterbündel eines Vektorbündels {\displaystyle V} eine Teilmenge {\displaystyle U\subset V}, die (mit den eingeschränkten Vektorraum-Operationen) ein Vektorbündel ist. Entsprechend ist ein Unterbündel eines {\displaystyle G}-Hauptfaserbündels eine Teilmenge, die ein {\displaystyle G}-Hauptfaserbündel ist.
Ein Unterbündel des Tangentialbündels einer differenzierbaren Mannigfaltigkeit wird auch als Distribution bezeichnet. Eine Distribution {\displaystyle F\subset TM} heißt integrierbar, wenn es eine Blätterung {\displaystyle {\mathcal {F}}} von {\displaystyle M} mit {\displaystyle F=T{\mathcal {F}}} gibt.